# Alexteroon
Alexteroon é um gênero de anfíbios da família Hyperoliidae.
As seguintes espécies são reconhecidas:
- Alexteroon hypsiphonus Amiet, 2000
- Alexteroon jynx Amiet, 2000
- Alexteroon obstetricans (Ahl, 1931)